# Усть-Бузулукское сельское поселение
У́сть-Бузулу́кское се́льское поселе́ние — муниципальное образование (сельское поселение) в составе Алексеевского района Волгоградской области.
Административный центр — станица Усть-Бузулукская.

## География
Поселение расположено в центре Алексеевского района.
Граничит:
- на севере — со Стеженским, Алексеевским и Ларинским сельскими поселениями
- на северо-востоке с Солонцовским сельским поселением
- на востоке и юге — с Аржановским сельским поселением
- на юго-западе — с Трёхложинским сельским поселением
- на западе — с Рябовским сельским поселением

Площадь поселения составляет 175,69 км².

## Население
| 2010  | 2012  | 2013  | 2014  | 2015  | 2016  | 2017  |
| ----- | ----- | ----- | ----- | ----- | ----- | ----- |
| 2802  | ↘798  | ↗2688 | ↘2644 | ↘2574 | ↘2534 | ↘2506 |
| 2018  | 2019  | 2020  | 2021  |       |       |       |
| ↘2450 | ↘2389 | ↘2370 | ↘2362 |       |       |       |

## Административное деление
Код ОКАТО — 18 202 856 000
Код ОКТМО — 18 602 456
На территории поселения находятся 3 населённых пункта: 1 станица и 2 хутора.
| Название         | ОКАТО          | Тип населённого пункта          | Население, тыс. чел |
| ---------------- | -------------- | ------------------------------- | ------------------- |
| Усть-Бузулукская | 18 202 856 001 | станица, административный центр | ↗2688               |
| Барминский       | 18 202 848 002 | хутор                           | 211                 |
| Титовский        | 18 202 848 001 | хутор                           | 227                 |

Усть-Бузулукское сельское поселение является примером несоответствия муниципального деления и административно-территориального деления — Усть-Бузулукское сельское поселение (как муниципальное образование — сельское поселение) включает в себя населённые пункты двух сельсоветов (как объектов административно-территориального деления): Титовского и Усть-Бузулукского.

## Власть
В соответствии с Законом Волгоградской области от 18 ноября 2005 года № 1120-ОД «Об установлении наименований органов местного самоуправления в Волгоградской области», в Трёхложинском сельском поселении установлена следующая система и наименования органов местного самоуправления:
- Дума Усть-Бузулукского поселения (11 октября 2009 года избран второй созыв)
численность — 10 депутатов[16][17]
избирательная система — мажоритарная, один многомандатный избирательный округ.
- глава Усть-Бузулукского сельского поселения — Николюкин Юрий Анатольевич [18][19] (избран 11 октября 2013 года[20])
- администрация Усть-Бузулукского сельского поселения